# جيمس إل. دوزير
جيمس إل. دوزير (بالإنجليزية: James L. Dozier)‏ هو ضابط أمريكي، ولد في 10 أبريل 1931 في فورت مايرز في الولايات المتحدة.

## وصلات خارجية
- جيمس إل. دوزير على موقع الموسوعة البريطانية (الإنجليزية)